# Park Kyung-mo
Park Kyung-mo, južnokorejski lokostrelec, * 15. avgust 1975. 
Sodeloval je na lokostrelskem delu poletnih olimpijskih igrah leta 2004, kjer je osvojil 5. mesto v individualni in prvo mesto v ekipni konkurenci.